# Terry McAuliffe
Terence Richard "Terry" McAuliffe (Syracuse, 9 de fevereiro de 1957) é um empresário e político norte-americano, membro do Partido Democrata,governador da Virgínia entre 2014 e 2018.
McAuliffe foi presidente do Comitê do Partido Democrata entre 2001 a 2005, co-presidente da campanha de reeleição do presidente Bill Clinton em 1996 e presidente da campanha presidencial de Hillary Clinton em 2008. Ele concorreu sem sucesso para a indicação democrata na eleição para governador da Virgínia em 2009. McAuliffe foi eleito governador da Virgínia em novembro de 2013 e tomou posse do cargo em 11 de janeiro de 2014 e ocupou até 13 de janeiro de 2018, foi sucedido pelo seu Vice-governador Ralph Northam.